# Villamantilla
Villamantilla é um município da Espanha na província e comunidade autónoma de Madrid, de área 24,02 km² com população de 493 habitantes (2004) e densidade populacional de 20,52 hab/km².

## Demografia
| Variação demográfica do município entre 1991 e 2004 | Variação demográfica do município entre 1991 e 2004 | Variação demográfica do município entre 1991 e 2004 | Variação demográfica do município entre 1991 e 2004 |
| --------------------------------------------------- | --------------------------------------------------- | --------------------------------------------------- | --------------------------------------------------- |
| 1991                                                | 1996                                                | 2001                                                | 2004                                                |
| 299                                                 | 338                                                 | 372                                                 | 493                                                 |